# Подувальная
Подувальная — деревня в Петуховском муниципальном округе Курганской области России.

## География
Деревня находится на востоке Курганской области, в пределах юго-западной части Западно-Сибирской равнины, в лесостепной зоне, на северном берегу озера Чистого, вблизи государственной границы Казахстаном, на расстоянии примерно 30 километров (по прямой) к юго-западу от города Петухова, административного центра района. Абсолютная высота — 153 метра над уровнем моря.

### Климат
Климат характеризуется как континентальный, с холодной продолжительной малоснежной зимой и коротким тёплым сухим летом. Среднегодовая температура — 2 °C. Средняя температура воздуха самого холодного месяца (января) составляет −17 °C (абсолютный минимум — −48 °С); самого тёплого месяца (июля) — 20 °C (абсолютный максимум — 41 °С). Годовое количество атмосферных осадков — 385 мм, из которых 290 мм выпадает в период с апреля по октябрь. Снежный покров держится около 145 дней.

## Население
| 1989 | 2002 | 2010 |
| ---- | ---- | ---- |
| 156  | ↘135 | ↘106 |

### Гендерный состав
По данным Всероссийской переписи населения 2010 года в гендерной структуре населения мужчины составляли 54,7 %, женщины — соответственно 45,3 %.

### Национальный состав
Согласно результатам Всероссийской переписи населения 2002 года, в национальной структуре населения русские составляли 83 %.